# Fiat 507
Fiat 507 a fost un automobil de clasă medie produs de FIAT între anii 1926 și 1927.
Modelul reprezenta, în esență, o versiune modernizată a Fiat 505, echipată cu un motor mai puternic. Comparativ cu predecesorul său, Fiat 507 avea suspensii și frâne îmbunătățite. Motorul, un propulsor cu patru cilindri și o capacitate cilindrică de 2296 cm³, genera o putere de 35 CP. Transmisia era manuală, cu patru trepte. Deși motorul era mai performant decât cel al modelului Fiat 505, structura mecanică era similară.
Fiat 507 a fost considerată a doua serie a modelului Fiat 505 și a fost disponibilă în variantele berlină, limuzină și decapotabilă. A fost înlocuită de Fiat 520.